# Brain-sur-Longuenée

Brain-sur-Longuenée este o comună în departamentul Maine-et-Loire, Franța. În 2009 avea o populație de 978 de locuitori.